# 248 (szám)
A 248 (kétszáznegyvennyolc) a 247 és 249 között található természetes szám.

## A matematikában
Érinthetetlen szám: nem áll elő pozitív egész számok valódiosztóösszeg-függvényeként.